# Fintan Monahan
brasão
Fintan Monahan (Tullamore, Condado de Offaly, Irlanda, 23 de janeiro de 1967) é um ministro irlandês e bispo católico romano de Killaloe.
Fintan Monahan foi ordenado sacerdote em 16 de junho de 1991 para a Arquidiocese de Tuam.
Em 29 de julho de 2016, o Papa Francisco o nomeou Bispo de Killaloe. O Arcebispo de Cashel e Emly, seu antecessor Kieran O'Reilly SMA, o consagrou bispo em 25 de setembro do mesmo ano. Co-consagradores foram o Núncio Apostólico na Irlanda, Arcebispo Charles J. Brown, e o Arcebispo de Tuam, Michael Neary.
Em 2019 foi nomeado Grande Oficial da Ordem Equestre do Santo Sepulcro de Jerusalém pelo Cardeal Grão-Mestre Edwin Frederick Cardeal O'Brien e investido pelo Cardeal Seán Brady, Grão Prior da Tenência Irlandesa.